# Hofje van Elf

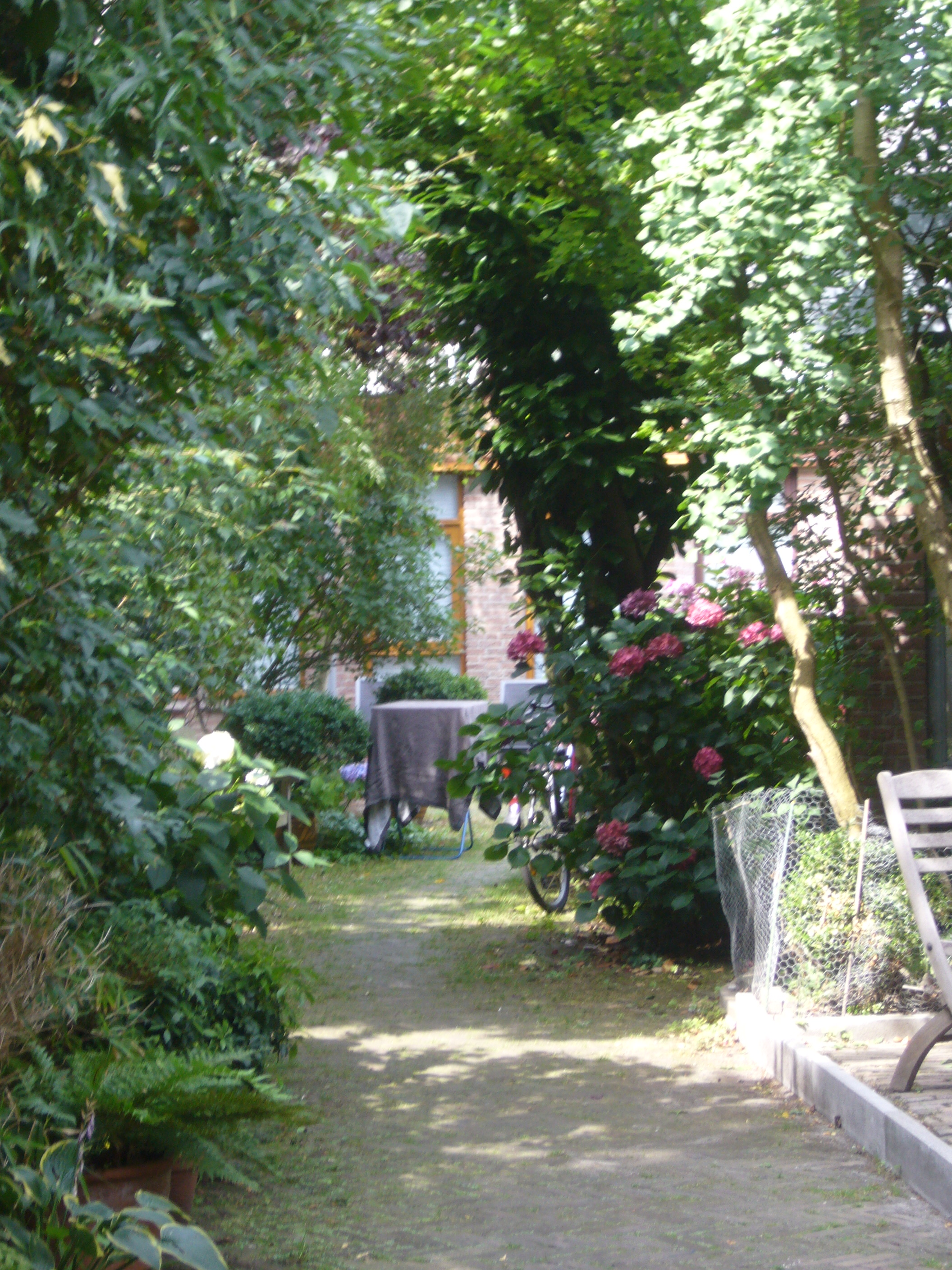
Gezamenlijke binnentuin

Het Hofje van Elf bevindt zich in de Sumatrastraat in Den Haag.
Het hofje ligt vrijwel naast Sumatrastraat 268-310, een naamloos hofje. Het Hofje van Elf heeft de huisnummers 230B/L en 232. Hier was vroeger een garagebedrijf, nu staan er elf huisjes die een gezamenlijke, weelderig begroeide binnentuin omringen.
In mei 2008 is een van de woningen uitgebrand, waarbij de 77-jarige bewoner om het leven kwam.